# Bothriospondylus
Bothriospondylus (лат.) — сомнительный род динозавров-неозавропод, окаменелые остатки которого были найдены в отложениях позднего юрского периода (киммеридж) в Великобритании. Типовым и единственным валидным видом является B. suffossus.

## Открытие и присвоение названия
Типовой вид, Bothriospondylus suffossus, был описан Ричардом Оуэном в 1875 году. Видовой эпитет suffossus (встречается ошибочное написание «suffosus») в переводе с латинского означает «подточенный», что указывает на плевроцели по бокам позвонка. Оуэн описал этот вид на основе голотипа NHMUK R.44592-5, набора из четырёх спинных позвонков, найденных в Уилтшире в отложениях киммериджского яруса.
В то же время Оуэн назвал три других вида Bothriospondylus. B. robustus был назван по NHMUK R.22428, спинным позвонкам из того же места. B. elongatus был назван по позвонку из Суссекса, NHMUK R.2239, оригинальному синтипу Ornithopsis hulkei. Третий вид, Bothriospondylus magnus, стал новым названием для другого синтипа Ornithopsis hulkei, нынешнего лектотипа NHMUK 28632 (неполный позвонок). Сам Оуэн в дополнении к той же публикации переименовал B. robustus в Marmarospondylus robustus.
Более полный материал с Мадагаскара был назван Ричардом Лидеккером как пятый вид — Bothriospondylus madagascariensis. Франц Нопча в 1902 году отнёс к Bothriospondylus позвонок из Аргентины, который позже был переименован в Nopcsaspondylus. К Bothriospondylus madagascariensis был также отнесён скелет из Франции, но в 2017 году он был описан как новый род брахиозаврид Vouivria.
В 1986 году José Fernando Bonaparte перенёс материал из «B.» sp. в отдельный род Lapparentosaurus. Материал, который иногда относили к B. madagascariensis, был разделён и стал новым лектотипом для Lapparentosaurus.
В 2010 году Mannion пересмотрел этот вопрос и пришёл к выводу, что Bothriospondylus является nomen dubium. Однако материал «Bothriospondylus» madagascariensis был признан диагностичны и отличным от других мезозойских зауроподов с Мадагаскара. В 2020 году Royo-Torres и др. описали его как Narindasaurus thevenini.

## Классификация
Bothriospondylus на протяжении многих лет относили ко многим группам (также выделяли в собственное семейство Bothriospondylidae), в т. ч. включался в состав Brachiosauridae. Однако скудный и повреждённый материал не демонстрирует синапоморфий Brachiosauridae и может быть рассмотрен как неопределённый таксон в пределах клады Neosauropoda.

### Действительный вид
В работе 2010 Mannion оставил в статусе валидно лишь типовой вид:
- Bothriospondylus suffossus Owen, 1875 (type species) = Ornithopsis suffosa (Owen, 1875) von Huene, 1922

### Исключённые виды
Исторически к роду приписывалось большое число видов, ныне выделенных в отдельные таксоны или признанных невалидными:
- Bothriospondylus robustus Owen, 1875 = Marmarospondylus (Owen, 1875) Owen, 1875[1]
- Bothriospondylus elongatus Owen, 1875 (ныне исключён из состава Bothriospondylus)[6]
- Bothriospondylus magnus Owen, 1875 = Ornithopsis hulkei Seeley, 1870[6]
- Bothriospondylus madagascariensis Lydekker, 1895 rename= Vouivria (Mannion, Allain & Moine, 2017)[6]
- "Bothriospondylus madagascariensis" Lydekker, 1895 = Lapparentosaurus Bonaparte, 1986[5]
- "Bothriospondylus" Lydekker, 1895 [6]
- "Bothriospondylus" madagascariensis Lydekker, 1895 NHM R2598 NHM R2596–2615, R16588, R16589 формация Isalo III, Мадагаскар, средняя юра, отличен от эвзауропода Lapparentosaurus.[6] Описан как Narindasaurus Royo-Torres et al., 2020[7]